# Vergiate
Vergiate – miejscowość i gmina we Włoszech, w regionie Lombardia, w prowincji Varese.
Według danych na rok 2004 gminę zamieszkiwały 8414 osoby, 400,7 os./km².